# Paul Nurse

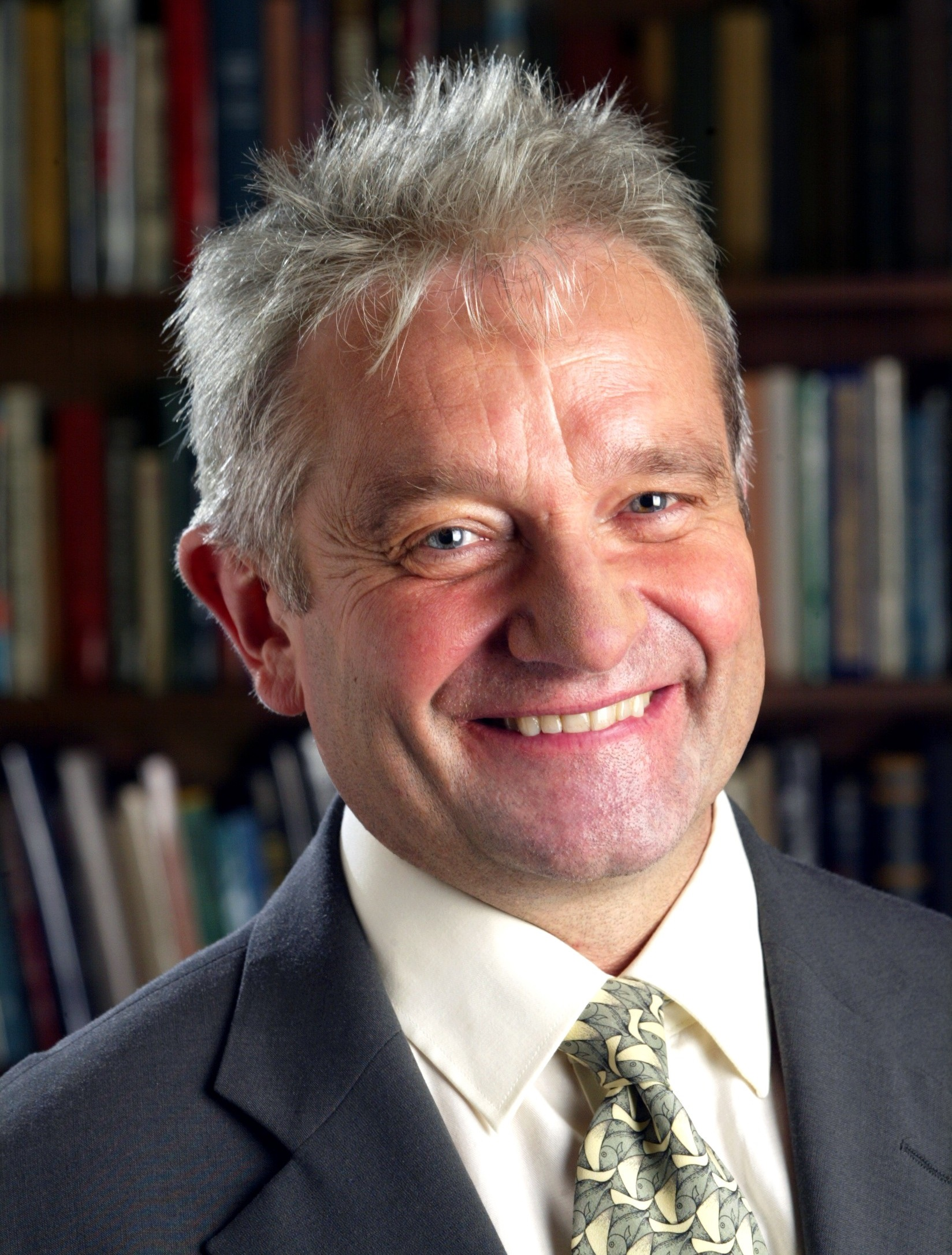
Paul Nurse

Sir Paul Maxime Nurse, OM, CH (* 25. Januar 1949 in Norwich, England) ist ein britischer Biochemiker, Zellforscher, Neurobiologe und Mikrobiologe. Er erhielt 2001 den Nobelpreis für die Entdeckung von Schlüsselregulatoren der Zellteilung und -reifung.

## Leben
Nurse wurde am 25. Januar 1949 in der englischen Grafschaft Norfolk geboren. Nach Abschluss seiner Schulausbildung studierte er an der University of Birmingham und der University of East Anglia. Nach dem Bachelorgrad 1970 in Birmingham folgte 1973 seine Promotion in East Anglia. Er arbeitete anschließend als wissenschaftlicher Mitarbeiter an der Universität Bern, der Universität Edinburgh, der Universität Kopenhagen und der University of Sussex. 1987 folgte Nurse dem Ruf der University of Oxford, an der er bis 1993 als Professor tätig war. Danach wechselte er an das Krebsforschungszentrum ICRF (Imperial Cancer Research Fund) in London, dessen Generaldirektor er 1996 wurde. Seit September 2003 ist er Präsident der Rockefeller University in New York. Im Jahr 2010 trat er die Präsidentschaft der Royal Society an. Seit Jahresbeginn 2011 ist er Direktor des Francis Crick Institute.
Ein wissenschaftlicher Schwerpunkt von Nurse ist die Erforschung der biologischen Schlüsselkomponenten des so genannten Zellzyklus. Mit genetischen und molekularbiologischen Methoden gelang es Nurse, in Hefezellen das Gen für eine dieser Komponenten, eine cyclinabhängige Kinase, ausfindig zu machen. Kinasen sind spezielle Enzyme, die die Aktivität anderer Proteine regulieren, und Cycline sind Proteine, die während des Zellzyklus gebildet werden. Beide nehmen eine Schlüsselposition bei der Mitose und damit auch beim Zellzyklus ein. Nurses Kollege Tim Hunt fand heraus, dass sich die Cycline in der Wachstumsphase mit den cyclinabhängigen Kinasen verbinden. Durch diesen Vorgang aktiviert, beginnen die Enzyme, bestimmte Eiweiße mit Phosphorsäuremolekülen zu verbinden. Dieser Vorgang führt schließlich zur Synthesephase, d. h., es setzt die Verdoppelung des Erbmaterials ein.
Die Entdeckungen von Nurse und Hunt haben fundamentale Bedeutung für das Verständnis, welche Rolle den Cyclinen im Zellzyklus zukommt. Gleichzeitig eröffnen die Forschungsergebnisse neue Perspektiven für künftige Behandlungsmethoden von Krebserkrankungen.

## Auszeichnungen
1989 wurde er Mitglied (Fellow) der Royal Society, die ihm 1992 den Wellcome Prize, 1995 die Royal Medal und 2005 die Copley Medal verlieh. 1992 erhielt er einen Gairdner Foundation International Award, 1996 den Dr. Josef Steiner Krebsforschungspreis, 1997 den Alfred P. Sloan, Jr. Prize und 1998 den Albert Lasker Award for Basic Medical Research. Seit 1991 ist er Mitglied der Academia Europaea und seit 1995 der National Academy of Sciences. 1999 wurde er als Knight Bachelor („Sir“) geadelt. Für seine bahnbrechenden Arbeiten wurde er 2001 mit dem Nobelpreis für Physiologie oder Medizin ausgezeichnet, den er sich mit Hunt und dem US-Amerikaner Leland H. Hartwell teilte. 2006 wählte man ihn in die American Academy of Arts and Sciences. 2010 wurden ihm die Ehrendoktorwürden der Dalhousie University und der Universität Salzburg verliehen. 2013 erhielt er den Albert Einstein World Award of Science, 2015 wurde er zum Ehrenmitglied der Royal Irish Academy und 2016 der British Academy gewählt.
Zum Neujahr 2022 wurde Paul Nurse in den Order of the Companions of Honour aufgenommen. 2022 wurde er in den Order of Merit aufgenommen und 2025 zum Mitglied der American Philosophical Society gewählt.

## Veröffentlichungen
- Paul Nurse: The Great Ideas Of Biology. The Romanes Lecture For 2003 (Romanes Lecture). Oxford University Press, Oxford 2004. ISBN 0-19-951897-1
- Paul Nurse: Was ist Leben? – Die fünf Antworten der Biologie. Aufbau Verlag, Berlin 2021. ISBN 978-3-351-03888-5[2]